# Nummi-Pusula
Nummi-Pusula – dawna gmina w Finlandii, położona w południowej części państwa, należąca do regionu Uusimaa. 1 stycznia 2013 została włączona do gminy Lohja.
W momencie fuzji gminę zamieszkiwało 6186 osób.